# Joeropsis antarctica
Joeropsis antarctica är en kräftdjursart som beskrevs av Menzies och Schultz 1968. Joeropsis antarctica ingår i släktet Joeropsis och familjen Joeropsididae. Inga underarter finns listade i Catalogue of Life.